# Войский великий литовский
Войский великий литовский (пол. Wojski Wielkiego Księstwa Litewskiego) — военная должность в Великом княжестве Литовском и Речи Посполитой. Отвечал за охрану порядка в повяте во время участия шляхты в войнах и защиту семей шляхтичей. Должность существовала на протяжении XVIII столетия, аналога в Короне Королевства Польского не было.

## Некоторые войские
- Фёдор Богуш (1596)
- Габриэль Кимбарь (до 1744)
- Габриэль Доминик Шанковский-Саваневский (январь 1745 — 1755)
- Адам Микоша (май 1755 — 1764)
- Ян Песецкий (1767—1783)
- Михаил Залеский (с 1783)